# Wilhelm Gentz
Karl Wilhelm Gentz est un peintre prussien né à Neuruppin le 9 décembre 1822, mort le 23 août 1890 à Berlin.

## Biographie
Après des études en Allemagne et à Anvers, il entra dans l'atelier de Paul Delaroche. En 1847 il se rendit en Espagne et delà au Maroc. De retour à Paris, séduit par le monde musulman, il partit pour l'Égypte, via Malte, passant par le Sinaï, il découvrit l'Asie mineure et les Îles grecques, Constantinople puis Vienne. Son art évoque le monde oriental. Il était le père d'Ismaël Gentz.

## Œuvres conservées dans les musées
- Paris, musée du Louvre, Retour d'une caravane de la Mecque, 1877, don d'Ismaël Gentz en 1892 au musée du Luxembourg.

## Œuvres passées en vente publique
- Scène arabe, huile sur toile, 57,5 par 103,5, chez Christie's Düsseldorf, 31 janvier 2000, collection du Docteur Georg Schäfer, lot 169, 75 000 DM, (en février 2007, prix record pour l'artiste).
- Entrée du Kronprinz Frédéric de Prusse à Jérusalem, huile sur toile, 61,5 par 38,5, chez van Hamm, Cologne, 9 avril 2005, estimée 50 000 €, non vendue.